# Marco Materazzi
Marco Materazzi (* 19. August 1973 in Lecce) ist ein ehemaliger italienischer Fußballspieler und jetziger -trainer. Er spielte in der Innenverteidigung. Er ist ein Sohn von Giuseppe Materazzi, der als Trainer von Lazio Rom und Sporting Lissabon tätig war. Er spielte zehn Jahre für Inter Mailand und gewann mit dem Verein die UEFA Champions League 2009/10. Mit der italienischen Nationalmannschaft gewann er die Weltmeisterschaft 2006.

## Karriere

### Im Verein
Zu Beginn seiner Karriere spielte Materazzi bei unterklassigen Vereinen wie Marsala Calcio oder AS Trapani in der Serie C. 1995 verpflichtete ihn die AC Perugia für die Serie B, bei der er sich anfangs nicht durchsetzen konnte und 1996 an den Drittligisten Carpi FC ausgeliehen wurde. Nach seiner Rückkehr spielte er noch eine Saison in Perugia, ehe er 1998 nach England zum FC Everton wechselte.
Dort blieb Materazzi nur eine Saison; in 27 Spielen erzielte er ein Tor und wurde dreimal des Feldes verwiesen. Nach seinem dritten Platzverweis im Spiel am 11. April 1999 gegen Coventry City beklagte er sich, dass die Engländer sehr nationalistisch seien und er wegen seiner italienischen Herkunft speziell behandelt und nur deshalb so oft vom Platz gestellt werde.
Anschließend kehrte Materazzi zurück nach Italien, wiederum zur AC Perugia. Zunächst gab es jedoch Schwierigkeiten wegen der Transfermodalitäten, die jedoch nach einer Schlichtung durch die FIFA beigelegt wurden. In Perugia fiel er auch durch seine Freistöße auf, die in der Saison 2000/01 zu zwölf Toren führten. Damit brach er den Rekord als Abwehrspieler mit den meisten Toren innerhalb einer Saison, den Daniel Passarella 1984/85 mit elf Toren aufgestellt hatte.

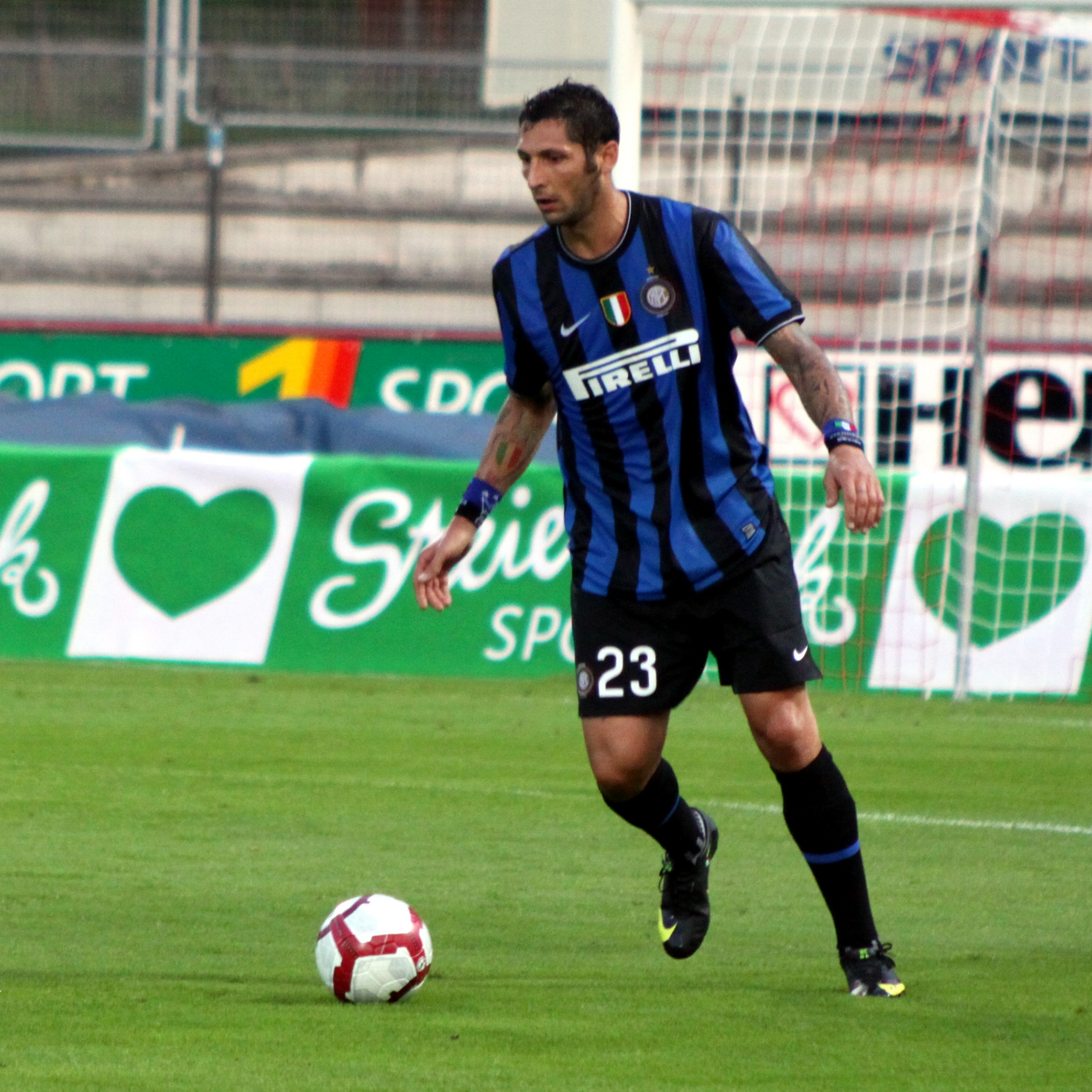
Materazzi im Dress von Inter (2009)

2001 verpflichtete ihn Inter Mailand als Nachfolger für Laurent Blanc. Materazzi fiel vor allem im Europapokal auf und wurde von Giovanni Trapattoni in die Nationalmannschaft berufen. In den folgenden Jahren zwangen ihn zahlreiche Verletzungen immer wieder zum Pausieren. Materazzi wurde daher Ende 2004 von Siniša Mihajlović aus der Stammformation verdrängt.
In der Saison 2008/09 kam Materazzi unter dem neuen Trainer José Mourinho nur selten zum Einsatz und absolvierte nur acht Ligaspiele. „Er hat immer gut gespielt, wenn er in der letzten Saison gebraucht wurde“, sagte Massimo Moratti und auch Mourinho plane noch mit ihm. Aus diesem Grund wurde sein laufender Vertrag bei Inter Mailand am 10. Juni 2009 bis zum Ende der Saison 2009/10 verlängert. Kurze Zeit später wurde schließlich sein Vertrag über das Jahr 2010 hinaus bis zum 30. Juni 2012 verlängert. Im Juni 2011 löste er seinen Vertrag bei Inter Mailand auf.
Im September 2014 setzte Materazzi seine Karriere als Spielertrainer beim Chennaiyin FC in der Indian Super League fort.

### In der Nationalmannschaft
Materazzi nahm an den Fußball-Weltmeisterschaften 2002 und 2006 teil und wurde mit Italien im Finale der Fußball-Weltmeisterschaft 2006 gegen Frankreich nach einem Elfmeterschießen Weltmeister. Außerdem stand er bei der Europameisterschaft 2004 und bei der Europameisterschaft 2008 im italienischen Kader.

#### Weltmeisterschaft 2006
Der Innenverteidiger von Inter Mailand zählte vor dem Turnier nicht zur Stammformation von Nationaltrainer Marcello Lippi. Erst als sich Alessandro Nesta im letzten Vorrundenspiel gegen Tschechien verletzte, kam Materazzi als Ersatzspieler zum Einsatz und erzielte nach seiner Einwechslung die 1:0-Führung per Kopfball nach einem Eckball.
Marco Materazzi stand im Verlauf der WM des Öfteren im Mittelpunkt: Im Achtelfinale gegen Australien erhielt er die rote Karte nach einem Foulspiel und kam erst wieder im Halbfinale gegen Deutschland zum Einsatz.
Im Finale verursachte er zunächst in der 6. Spielminute einen Foulelfmeter für Frankreich und erzielte in der 19. Spielminute per Kopfball nach einer Ecke von Andrea Pirlo den Ausgleich für Italien. In der Verlängerung des Finales geriet Materazzi in der 109. Spielminute mit dem französischen Kapitän Zinédine Zidane aneinander, der daraufhin vom Platz gestellt wurde. Im anschließenden Elfmeterschießen verwandelte Materazzi seinen Strafstoß.

#### Der Fall Zidane
In der 109. Spielminute stieß Zidane Materazzi mit dem Kopf vor die Brust und wurde danach des Feldes verwiesen. Auslöser hierfür waren provozierende Beschimpfungen Materazzis gegen Zidane, die Materazzi anfangs bestritt, aber einige Tage später zugab. Der Gazzetta dello Sport gegenüber sagte Materazzi, er habe Zidane nur kurz am Trikot festgehalten. Darauf habe ihn der Franzose herablassend gemustert und gesagt, wenn er wolle, könne er das Trikot nach dem Spiel haben, was Materazzi zu seinen Äußerungen verleitete.
Am 13. Juli 2006 eröffnete die FIFA ein Verfahren gegen Marco Materazzi zur Aufklärung des Vorfalles. Er und Zidane mussten am 20. Juli vor einer Disziplinarkommission aussagen. Beide Spieler gaben zu Protokoll, dass Materazzis Beleidigungen zwar ehrverletzend, jedoch nicht rassistischer Natur waren. Materazzi wurde zu einer Sperre von zwei Spielen und einer Geldstrafe von 5.000 Schweizer Franken verurteilt. Damit konnte er im EM-Qualifikationsspiel am 6. September 2006 im Pariser Vorort Saint-Denis (3:1 für Frankreich) nicht eingesetzt werden.
Im italienischen Fernsehen gab Materazzi am 18. August 2007 den Wortlaut seiner Beschimpfung bekannt. Auf die Frage Zidanes, ob Materazzi sein Trikot haben wolle, erwiderte dieser: «Preferisco la puttana di tua sorella» (deutsch: „Ich bevorzuge deine Schwester, die Nutte.“). Noch im selben Jahr hat Materazzi ein Buch über den Kopfstoß veröffentlicht. Im September 2012 wurde vor dem Centre Pompidou in Paris eine Bronzestatue von Adel Abdessemed für Zidane und Materazzi enthüllt, die die Kopfstoß-Szene darstellt. 2013 stand das Denkmal zeitweise am Meeresufer in Doha, der Hauptstadt Katars. Seitdem befindet sich das Denkmal im Arabischen Museum für moderne Kunst in ar-Rayyan in Katar.

## Erfolge
Als Nationalspieler 
- Weltmeister: 2006

 Mit dem Verein 
- Italienischer Pokal: 2004/05, 2005/06, 2009/10, 2010/11
- Italienischer Supercup: 2005, 2006, 2008, 2010
- Italienische Meisterschaft: 2005/06*, 2006/07, 2007/08, 2008/09 2009/10
- UEFA Champions League: 2010
- FIFA-Klub-Weltmeisterschaft: 2010

* zuerkannt infolge des italienischen Fußball-Skandals 2005/2006
 Persönliche Ehrungen 
- Offizier des Verdienstordens der Italienischen Republik: 2006
- Serie-A-Verteidiger des Jahres: 2008

## Veröffentlichungen
- Ce que j’ai vraiment dit à Zidane. Editions du Rocher, Paris 2006, ISBN 978-2268061559